# Christoph Schauder

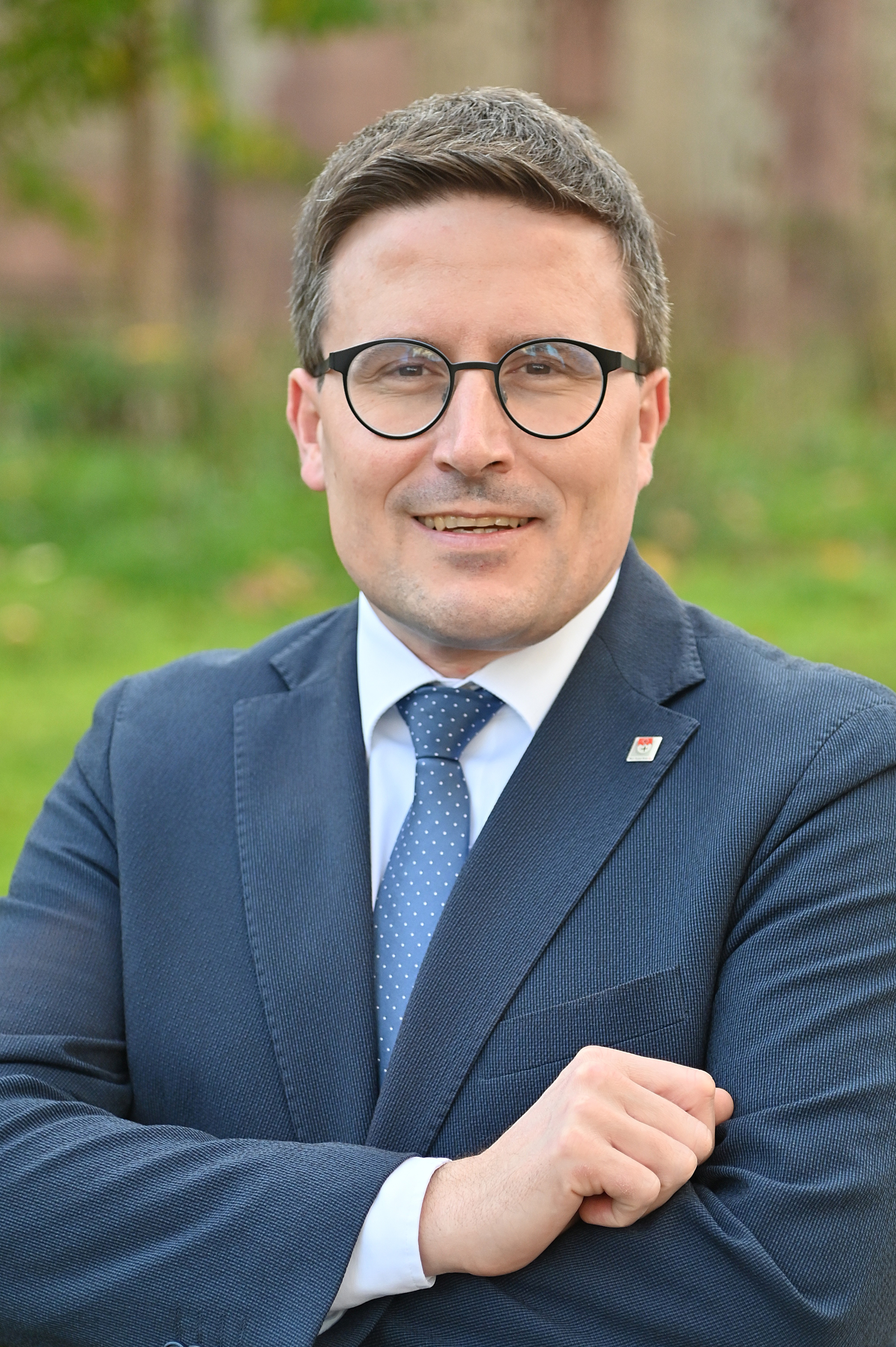

Christoph Schauder (* 25. August 1981 in Heidelberg) ist ein deutscher Kommunalpolitiker der CDU. Schauder ist seit 1. Juni 2021 Landrat des Main-Tauber-Kreises.

## Leben
Nach dem Abitur in Mosbach studierte Schauder Rechtswissenschaften an der Ruprecht-Karls-Universität Heidelberg und legte die erste und zweite juristische Staatsprüfung ab. Im April 2011 begann er seine berufliche Laufbahn als wissenschaftliche Hilfskraft an der Universität Heidelberg und als wissenschaftlicher Mitarbeiter bei einer Anwaltskanzlei in Heidelberg. Im Anschluss daran leitete er die Baurechts- und Denkmalschutzbehörde sowie die Wohnraumförderstelle beim Landratsamt Bodenseekreis in Friedrichshafen. Im September 2014 wechselte er zum Regierungspräsidium Stuttgart als Referent für Raumordnung, Baurecht und Denkmalschutz. Ab November 2015 bis Juli 2019 war er beim Landratsamt des Rhein-Neckar-Kreises als Dezernent für Ordnung und Gesundheit für das Rechtsamt, das Ordnungsamt, das Amt für Feuerwehr und Katastrophenschutz, das Gesundheitsamt und das Veterinäramt und Verbraucherschutz sowie die Stabsstelle Integration zuständig.
Zum 1. August 2019 wurde er Erster Landesbeamter und stellvertretender Landrat des Main-Tauber-Kreises. Seit dem Frühjahr 2020 war Schauder der Leiter des Arbeitsstabs Corona.
Der Kreistag des Main-Tauber-Kreises wählte ihn in einer Sitzung in der Stadthalle Tauberbischofsheim am 17. März 2021 zum Landrat des Main-Tauber-Kreises. Bereits im September 2020 gab Schauder seine Bewerbung bekannt. Weitere Bewerber gab es nicht. Schauder erhielt bereits im ersten Wahlgang 41 Ja-Stimmen und damit die absolute Mehrheit, sechs Mitglieder enthielten sich.
Schauder hat als Vertreter des Landkreistages Baden-Württemberg zum 1. Dezember 2022 den Verwaltungsratsvorsitz des Landesmedienzentrums Baden-Württemberg übernommen. Seit 27. Juni 2023 ist er Vorsitzender des neu gegründeten Vereins MINT-Region Main-Tauber e. V., der Träger der Jugendtechnikschule Main-Tauber ist. Seit 1. Juni 2024 ist er Verbandsvorsitzender des Zweckverbands Mainhafen und Fähre Wertheim. Zudem ist er Mitglied im Beirat der Jeunesses Musicales Deutschland e. V. und Vorsitzender im Tourismusverband Liebliches Taubertal e. V. Seit Januar 2025 ist Schauder Mitglied im Verwaltungsrat der Gemeindeprüfungsanstalt Baden-Württemberg.
Schauder ist verheiratet.